# Operace Downfall

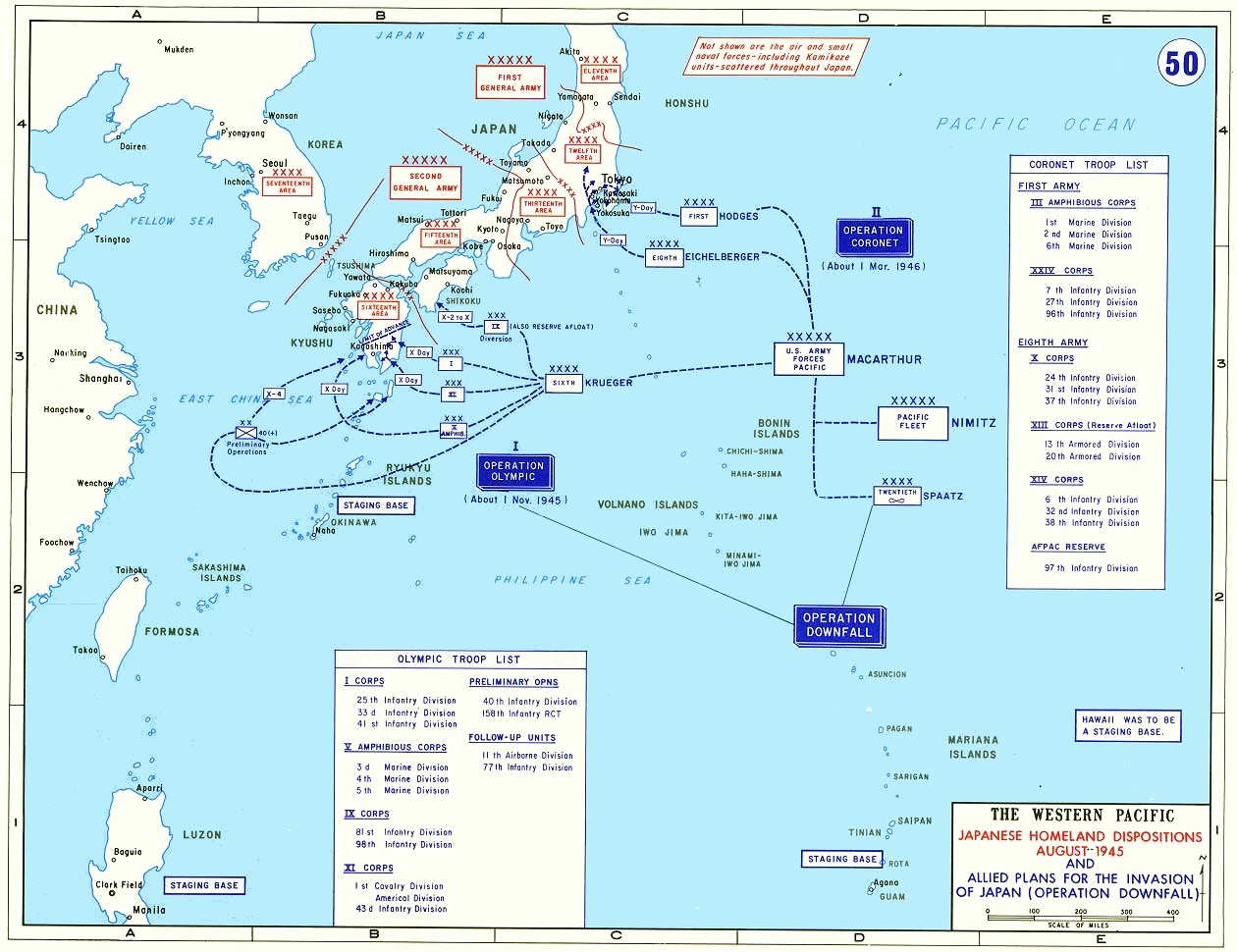
Na mapě jsou vyznačeny japonské a americké (nikoli ostatní spojenecké) pozemní síly, které se měly zúčastnit bitvy o Japonsko.
Byla plánována dvě přistání:
(1) Olympic — invaze na jižní ostrov Kjúšú,
(2) Coronet — invaze na hlavní ostrov Honšú

Operace Downfall byl americký plán na vylodění v Japonsku pro případ, že by japonská vláda odmítla i po plánovaném atomovém bombardování bezpodmínečně kapitulovat.

## Příprava na invazi
Vzhledem k faktu, že projekt Manhattan byl přísně utajovanou operací americké armády, nepřekvapí, že americké velení v Tichomoří nebylo s možným nasazením nové zbraně obeznámeno, a proto z perspektivy velitelů v poli válka s Japonci vypadala jako konvenční boj do hořkého konce. Velení US Navy a USAAF, které představoval admirál Chester Nimitz a generál Curtis LeMay, dostalo za úkol připravit půdu pro úspěšné vylodění amerických vojsk, tentokráte přímo v Japonsku. Ve snaze ukončit válku Američané Japonce nikterak nešetřili. Doposud sporadicky bombardované japonské ostrovy nyní na vlastní kůži zažily, co je to strategické bombardování. Vzhledem k faktu, že většina budov ve velkých japonských městech byla dřevěná, rozhodl se generál LeMay pro zápalné pumy, otestované roku 1943 při náletu na Hamburk. Již 9.–10. března 1945 rozpoutaly americké bombardéry ohnivou smršť v japonském hlavním městě Tokiu, která zabila 100 000 lidí a přes milión dalších přišlo o své domy. Terčem útoků se stávaly také továrny, čímž byla zbrojní výroba vážně narušována.
Ještě fatálnější následky měla pro Japonce operace Starvation (Vyhladovění) zahájená v březnu 1945. Ambiciózní plán měl jednoduchou logiku: hustě zaminovat japonské pobřežní vody a odříznout tak Japonce od moře. Na rozkaz admirála Nimitze bylo ponorkami a bombardéry rozmístěno přes 12 000 min. Výsledky se brzy dostavily: japonské obyvatelstvo jedlo denně asi tak třetinu toho, co jejich organismus potřeboval. Rýže byla na minimální příděly a ryby, důležitý prvek výživy, z trhu prakticky zmizely. Už tak kolabující zbrojní průmysl byl odříznut od strategických surovin, na jejímž dovozu byl závislý. Nebylo divu – na minách se celkem potopilo 670 lodí o celkovém výtlaku 1 250 000 BRT, přičemž miny přirozeně nedělaly rozdíly mezi nákladními plavidly a rybářskými bárkami.

## Japonské velení
Přestože japonská morálka byla zle otřesena ohnivými bouřemi a operací Starvation, neštěstím civilního obyvatelstva bylo, že od vypuknutí války se skutečná moc koncentrovala do rukou privilegované vojenské kasty, která se oddávala fanatické rétorice o tom, jak se milióny chopí bambusových kopí a jako jeden muž se vrhnou v ústrety cizákům a smetou je zpět do moře nebo padnou do jednoho přesně v duchu samurajských kodexů. Všechna letadla, ať už bojová, výcviková, pozorovací i civilní, bylo mobilizováno pro závěrečný boj ve stylu kamikaze. Do července 1945 se zdařilo upravit 8 000 letounů a dalších 2 500 mělo být připraveno do září. Japonská branná moc a japonský národ už nevedly válku proto, aby zvítězily nad nepřítelem, ale proto, aby padly se ctí na poli slávy.

## Invazní plán
Vrchním velitelem invaze se stal generál Douglas MacArthur, který shrnul situaci operace Downfall výstižně: V případě japonského loďstva bylo dosaženo jeho praktické bezmocnosti. Japonské letectvo je ve stavu, kdy je schopno proti nám provádět jen nekoordinované sebevražedné útoky za použití všech dostupných typů letadel. Trpí značným úbytkem a jeho možnosti pokračovat v boji značně klesají.
Americký plán skoků z ostrova na ostrov po pádu Okinawy navrhoval zaměřit se na souostroví Rjúkjú, kde měly být po jejich dobytí vybudovány letecké základny k podpoře dalšího postupu. 1. listopadu 1945 měla americká armáda zahájit operaci Olympic, tj. invazi na ostrov Kjúšú. Operace se mělo účastnit 14 divizí (přes 400 000 mužů) na 1 300 vyloďovacích plavidlech. Vzdušnou podporu operaci Olympic mělo zajistit 1 900 letounů z 32 amerických a britských letadlových lodí a 2 700 letounů z Okinawy. Pro srovnání – v rámci operace Overlord se invaze účastnilo pět divizí a tři výsadkové divize. Ještě větší rozměr měla následná operace Coronet, připravovaná pro případ, že by Japonci i nadále pokračovali v boji, na 1. březen 1946, která by zahrnovala rozsáhlý útok 25 divizí (tj. přes půl milionu vojáků) v oblasti Kantó na ostrově Honšú, kde leží i Tokio. Obě operace kladly velké nároky na logistiku (například pro úspěch operace Coronet bylo nutno dopravit 610 000 tun zásob, a až by se invazní armády usadily v dobytých pozicích, potřebovaly by dalších 686 000 tun), které vzbuzovaly v řadách armádních důstojníků určité rozpaky. Především si nikdo netroufal vyčíslit oběti na životech ani jak dlouho po úspěšném vylodění a upevnění dobytých předmostí bude konflikt ještě trvat. Nedalo se čekat, že se Japonci po invazi vzdají a vše se tak elegantně ukončí, naopak šílené sebevražedné vize japonského generálního štábu zavdávaly podnět k obavám.
Atomové bombardování Hirošimy a Nagasaki, které mělo umocnit bezvýchodnou situaci Japonska a napomoci tak operaci Downfall k úlevě mnohých amerických velitelů, přineslo kýženou japonskou bezpodmínečnou kapitulaci a učinilo plán invaze do Japonska bezpředmětným.